# Papiro de Artemidoro

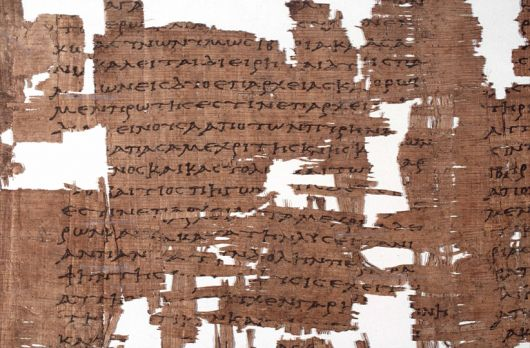
Un fragmento del papiro con el texto de Artemidoro.

El Papiro de Artemidoro fue encontrado en el curso de los años 1990 en un montón de varios viejos papiros, reciclados a finales del siglo I para fabricar una máscara funeraria de papel maché.
Entre los elementos de dicho montón se encontraron una cincuentena de trozos de papiros. Con una anchura de 32,5 cm y una longitud de 2,55 m, el papiro está compuesto de dos trozos, entre los que falta una hoja. El resto se compone de un texto de geografía, que se atribuye a Artemidoro de Éfeso, geógrafo griego del finales del siglo II y principio del siglo I a. C., cuya obra es conocida por las citas de otros autores (Estrabón, siglo I; y Esteban de Bizancio, siglo VI).

## Historia
El texto encontrado tiene una introducción y el comienzo de una descripción de la península ibérica. La originalidad del papiro es que incluye un mapa. Este mapa, inacabado, representa tal vez la Bética. Se puede suponer que el dibujante no lo terminara porque se dio cuenta de que no estaba copiando en el mapa la parte correspondiente al texto. Esto sucedió a finales del siglo I. El papiro sin embargo no fue desechado. En el reverso, se dibujaron una cuarentena de animales reales y fantásticos. Estos dibujos debieron permitir a los clientes que deseaban que se realizase un fresco o un mosaico, elegir un modelo. La vida del papiro no acabó aquí: en los espacios que quedaban libres en el anverso y en los espacios donde debían figurar los mapas no realizados, se representaron cabezas y otros elementos de anatomía, a título de ejercicios.
Según la fecha de otros documentos encontrados en el montón, el Papiro de Artemidoro habría sido finalmente reciclado en viejos papiros a finales del siglo I.
En 1971 un coleccionista de Hamburgo, Serop Simonian, lo adquirió en circunstancias misteriosas. En 2004 lo compró la fundación Compagnia di San Paolo por 2,75 millones de euros, presentándolo al público dos años después. Ese mismo año de 2006 Claudio Gallazzi (papirólogo de la universidad degli Studi de Milán) y Salvatore Settis publicaron un estudio sobre el mismo en el que explicaron su evolución: en principio habría sido una edición del segundo libro de la Geographoumena de Artemidoro; muy posteriormente el papiro habría sido utilizado en el taller de un artista donde se habrían añadido en el anverso imágenes de animales reales o fantásticos; más tarde, los espacios vacíos del anverso habrían sido rellenados con dibujos de cabezas, de manos y de pies.
Estuvo expuesto en el Palazzo Bricherasio de Turín hasta mayo de 2006. Después, el papiro se llevó a Milán, para más tarde volver a Turín.

### Polémica sobre su autenticidad
Desde septiembre de 2006 ha tenido lugar una amplia discusión sobre la autenticidad de este rollo. Según Luciano Canfora, el autor del papiro sería el falsificador del siglo XIX, Constantin Simonides (1820-1890). Richard Janko, Germaine Aujac, Renzo Tosi, Luigi Lehnus, Maurizio Calvesi, Federico Condelloexpresaron su opinión que el papiro no puede ser de Artemidoro. Los principales avales de la autenticidad del papiro aún no han recibido una contestación convincente y definitiva por parte de Canfora y de sus colaboradores gracias a la profusa bibliografía que han producido desde el inicio de la controversia. Tras las dudas expresadas por Canfora y su atribución a Simonidis, el hallazgo fue sometido repetidamente a análisis de Carbono 14, que permitieron comprobar que el papiro fue producido realmente entre el siglo I a. C. y el siglo I d. C.Con base en esta y otras evidencias, el filólogo Gian Battista D'Alessio concluyó que «La identificación de este papiro como una falsificación por parte de Constantino Simónides implica una gran cantidad de construcciones hipotéticas ad hoc totalmente fantásticas que, lejos de proporcionar una explicación más económica de la evidencia, obligan a sus defensores a ficciones cada vez más inverosímiles».Según el historiador y papirólogo Jean-Luc Fournet, «Es lamentable que la controversia sobre la autenticidad de este papiro haya desacreditado una pieza tan excepcional».
El principal argumento de Canfora para afirmar que el papiro es falso es que en el texto aparecen ciertos elementos que eran desconocidos en la época de Artemidoro, como por ejemplo, algunos detalles de Iberia. Siguiendo al historiador del arte Mauricio Calvesi, Canfora atribuye las primeras líneas del texto a la Geografía general comparada escrita por Carl Ritter en el siglo XIX. En cuanto a su conclusión de que se trata de una falsificación de Simonides, Canfora destaca que se trató de un notable paleógrafo y calígrafo que ya había intentado vender poemas de Homero o un Evangelio del siglo I, escritos por él mismo.
Los que defienden la autenticidad del papiro argumentan que según la datación del carbono 14 el papiro fue fabricado entre el final del siglo I a. C. y el principio del siglo I d. C. Añaden que un falsificador del siglo XIX habría tenido muchas dificultades para imitar la escritura de la época porque en el siglo XIX los únicos modelos disponibles eran los papiros de Herculano, cuya grafía es diferente de la del papiro de Artemidoro, y además el falsificador no habría tenido la posibilidad de datar con carbono 14 el papiro blanco que quería utilizar. Un tercer argumento a favor de su autenticidad sería que en él aparece un signo para indicar los millares, un sampi (una letra que vale 900) con un multiplicador alfabético, cuyo significado no fue comprendido hasta 1907, unos años después de que hubiera muerto Simonides. Un último argumento es que Simonides fabricaba sus falsificaciones para venderlas y en este caso no existe ninguna mención del papiro en la época en que él vivió.
En 2013, tras una denuncia presentada por Luciano Canfora, un juez italiano abrió el caso sobre la posible falsedad del papiro y cinco años después, el 10 de diciembre de 2018, otro juez sentenció que efectivamente se trataba de una falsificación, pero que el delito habría prescrito. En el informe del fiscal al cerrar el caso, queda claro que sólo leyó la bibliografía de Canfora, pero aparentemente desconoce todas las pruebas en contrario, que se encuentran casi todas en artículos publicados en inglés. El informe afirma explícitamente que el fiscal no leyó la edición crítica del papiro y que se considera inútil pedir asesoramiento científico porque los costes no estarían justificados. Finalmente el Instituto de Patología del Libro de Roma se encargó de realizar un nuevo examen de tintas de papiro. Los resultados de los análisis confirmaron que las tintas son a base de carbono y que los análisis MA-XRF han puesto de relieve la ausencia de impurezas.